# Final del Torneo Apertura 2009 (Chile)
La Final del Campeonato Copa BancoEstado Apertura 2009 de la Primera División de Chile fue una serie de partidos de ida y vuelta, que se disputaron los días miércoles 4 de julio y sábado 7 de julio, y que definió al primer campeón del año del fútbol en Chile.
Para esta final, la regla del gol de visitante fue tenida en cuenta como medida de empate en goles, en caso de haber igualdad, se jugarían 30 minutos de alargue para lograr un ganador, y en caso de persistir la igualdad, se definiría al campeón en tiros desde el punto penal. El partido de vuelta fue local el equipo con mejor puntaje de la Fase Clasificatoria.
Su organización estuvo a cargo de la ANFP, y contó con la participación de los dos equipos ganadores en semifinales: Unión Española (1º) y Universidad de Chile (2º), quienes venían de eliminar a Universidad Católica (5º) y Everton (3º) respectivamente. El ganador de esta llave y, en consecuencia, del campeonato obtuvo el derecho de disputar la Copa Libertadores 2010 desde la fase de grupos como Chile 1.

## Antecedentes
Desde que se instauró el sistema de campeonatos cortos con play-offs en 2002, Unión Española alcanzó su tercera final, siendo campeón en una (Apertura 2005) y subcampeón en otra (Clausura 2004) e iban en busca de su séptima estrella, con la conducción de Luis Hernán Carvallo. Por su parte, la Universidad de Chile alcanzó su cuarta final, siendo campeón en el Apertura 2004 tras vencer a Cobreloa en penales en Calama y perdiendo la Final del Clausura 2005 contra Universidad Católica, y la del Apertura 2006 contra Colo-Colo, sus 2 mayores rivales y también ambas en lanzamientos penales, los "azules" iban en busca de su 13º estrella y romper una sequía de 5 años sin títulos, bajo el mando de Sergio Markarián.
Hasta ese momento Universidad de Chile había participado en todos los playoffs a diferencia de Unión Española que no se clasificó a los primeros playoffs de la historia, desde ese momento, desde el Clausura 2002, el equipo hispano fue un asiduo participante de play-offs, eliminando incluso a Universidad de Chile en tres ocasiones anteriores y de forma consecutiva, desde que salió campeón en 2005, tuvo serios problemas para ingresar a la postemporada, principalmente por una fuerte crisis deportiva que la tuvo jugando la promoción en 2008, a excepción del Torneo Apertura 2006. La renacida Unión retornaba a los play-offs con la primera opción de hacerse con el campeonato.
Esta era la primera vez que definían un título oficial.

## Finales jugadas
| Equipo               | Finales jugadas en "Era Playoffs" |
| -------------------- | --------------------------------- |
| Unión Española       | 2004-C, 2005-A                    |
| Universidad de Chile | 2004-A, 2005-C, 2006-A            |

- Nota: En Negrita, finales que ganaron.

## Camino a la Final

### Unión Española
| Unión Española avanzó a play-offs, primero en la fase regular con 38 puntos.                                     |                           |                                                                |                      |               |                      |
| 13 de junio | Cuartos de final (Ida)    | Estadio El Teniente, Rancagua                                  | O'Higgins            | 1 - 1         | Unión Española       |
| 21 de junio | Cuartos de final (Vuelta) | Estadio Santa Laura-Universidad SEK, Santiago (Independencia)  | Unión Española       | 6 - 1         | O'Higgins            |
| Unión Española avanzó a semifinales con un global de 7-2.                                                        |                           |                                                                |                      |               |                      |
| 25 de junio | Semifinal (Ida)           | Estadio Nacional Julio Martínez Prádanos, Santiago (Ñuñoa)     | Universidad Católica | 0 - 0         | Unión Española       |
| 29 de junio | Semifinal (Vuelta)        | Estadio Santa Laura-Universidad SEK, Santiago, (Independencia) | Unión Española       | 0 (4) - (2) 0 | Universidad Católica |
| Unión Española avanzó a la final por haber ganado la tanda de penales 4-2, tras haber obtenido un global de 0-0. |                           |                                                                |                      |               |                      |

### Universidad de Chile
| Universidad de Chile avanzó a play-offs, segundo en la fase regular con 31 puntos. |                           |                                                            |                      |       |                      |
| 13 de junio                                                                        | Cuartos de final (Ida)    | Estadio Nacional Julio Martínez Prádanos, Santiago (Ñuñoa) | Audax Italiano       | 1 - 4 | Universidad de Chile |
| 20 de junio                                                                        | Cuartos de final (Vuelta) | Estadio Nacional Julio Martínez Prádanos, Santiago (Ñuñoa) | Universidad de Chile | 2 - 4 | Audax Italiano       |
| Universidad de Chile avanzó a semifinales con un global de 6-5.                    |                           |                                                            |                      |       |                      |
| 24 de junio                                                                        | Semifinal (Ida)           | Estadio Sausalito, Viña del Mar                            | Everton              | 1 - 0 | Universidad de Chile |
| 27 de junio                                                                        | Semifinal                 | Estadio Nacional Julio Martínez Prádanos, Santiago (Ñuñoa) | Universidad de Chile | 3 - 1 | Everton              |
| Universidad de Chile avanzó a la final con un global de 3-2.                       |                           |                                                            |                      |       |                      |

## Estadísticas previas
Total de partidos jugados en el Torneo Apertura 2009 por ambos equipos:
| Equipos              | PJ | PG | PE | PP | GF | GC | Dif. | Pts. | Rend.  |
| -------------------- | -- | -- | -- | -- | -- | -- | ---- | ---- | ------ |
| Unión Española       | 21 | 13 | 5  | 3  | 45 | 19 | 26   | 44   | 73,81% |
| Universidad de Chile | 21 | 11 | 4  | 6  | 42 | 28 | 14   | 37   | 61,90% |

- Pts=Puntos; PJ=Partidos jugados; G=Partidos ganados; E=Partidos empatados; P=Partidos perdidos; GF=Goles a favor; GC=Goles en contra; Dif=Diferencia de gol; Rend=Porcentaje de rendimiento.

## Llave
|                    | vs.                      |
| Unión Española 1 0 | Universidad de Chile 2 1 |

## Desarrollo de la final
La final de ida se jugó el sábado 4 de julio a las 16:00 horas (UTC-4) en el Estadio Nacional Julio Martínez Pradanos frente a 60 mil espectadores, con el arbitraje de Carlos Chandía. Unión Española logró colocarse en ventaja al minuto 21' tras un mal despeje de Firulais Contreras que choco en la pierna de Rodolfo Madrid, la pelota le quedó a Raúl Estévez, quien dejó a Osvaldo González en el camino y después envió un centro desde la Izquierda, el argentino Gustavo Canales lo pivoteó y le quedó a Mario Aravena quien de volea en la entrada del área chica marcó un golazo para fusilar a Miguel Pinto y abrir la cuenta en Ñuñoa, desatando la algarabía de los casi 2.000 hinchas "hispanos" presentes en el estadio, los de Plaza Chacabuco lograron mantener el resultado por todo el primer tiempo y hasta mediados del segundo tiempo. En el minuto 18 del segundo tiempo, Cristián Limenza cometió un grave error soltando el balón en el área tras un centro desde la derecha que aprovecho Emilio Hernández con el arco vacío para decretar el definitivo 1:1 en la ida, la "U" tuvo sus opciones de ganar el partido tras lograr el empate, al minuto 69' un tiro libre de Marco Estrada dio en el travesaño y José Rojas en el rebote elevó, después al 83' Limenza se reivindicó y atajo un notable remate de Walter Montillo enviándolo al córner.
El partido de vuelta se jugó 3 días después el martes 7 de julio en el Estadio Santa Laura-Universidad SEK a las 19:00 horas (UTC-4), después de varias dudas sobre donde se jugaría, al final la Intendencia permitió que el partido se jugara en el estadio de Unión. En el primer tiempo del partido, el equipo de Sergio Markarián buscó con todo el gol que le diera el ansiado título y Limenza mínimo tendría 3 destacables tapadas y así se iban 0:0 al descanso, un resultado que de momento sacaba campeón a la Unión tras 4 años de espera. En el complemento, ambas escuadras se animaron a buscar el gol en el área rival hasta que al minuto 63' (igual que en la ida) un centro de Emilio Hernández desde la izquierda fue interceptado por Juan Manuel Olivera mediante "palomita" logrando abrir la cuenta para los azules en Independencia, un gol que les daba el título por el momento, anotando un gol parecido que le anotó a los "hispanos" en la fase regular y en el mismo estadio, tras este gol el equipo de Luis Hernán Carvallo adelanto sus líneas buscando igualar, pero sin lograr llegadas claras, la final se puso más dramática y apasionante cuando Pablo Pozo expulso al defensa azul Osvaldo González al minuto 80' tras una agresión contra Estévez, así el elenco de Markarián decidió replegarse en su arco, mientras que el de Carvallo fue con todo al ataque buscando el gol que le permitiera ir al alargue a falta de 10 minutos para el final del encuentro, la más clara fue al minuto 89' cuando Raúl Estévez quedó mano a mano con Miguel Pinto y el seleccionado chileno tapó con la costilla el disparo del "pipa" enviándolo al córner (siendo una "tapada de campeonato" como contra Everton en las semifinales), después atajo un suave disparo de David Ramírez (de bajo partido), siendo otra gran figura azul en la segunda final, Pablo Pozo hizo sonar su silbato al minuto 90+5 y se desató la alegría del pueblo azul en las tribunas, venciendo 2:1 en el global a una difícil Unión Española en una luchada final, volviendo a coronarse campeones nacionales después de 5 años de sequía dejando atrás en el camino las 2 finales perdidas de forma consecutiva ante sus mayores rivales (Universidad Católica en 2005 y Colo-Colo en 2006, ambas en penales y en el Nacional), ganando su 13º título de Primera División y saliendo campeón nacional por primera vez desde el Apertura 2004.
Por otro lado, el trabajo de Luis Hernán Carvallo en U. Española fue notable, hizo regresar a la Unión a una final tras 4 años y a la arena internacional tras 3 años al clasificarse a la Copa Sudamericana 2009 gracias a ser líder de la fase regular, levantando un equipo que 8 meses atrás salvaba de forma milagrosa la categoría contra Deportes Puerto Montt en Promoción y que en febrero vio el retiro de uno de sus máximos ídolos y capitán, José Luis Sierra.

### Partido de ida
| 4 de julio de 2009, 16:00 | Universidad de Chile | 1:1 (0:1) | Unión Española | Nacional, Santiago (Ñuñoa)                                 |                                                            |
|                           | Hernández 63'        | Reporte   | Aravena 21'    | Asistencia: 60.000 espectadores Árbitro(s): Carlos Chandía | Asistencia: 60.000 espectadores Árbitro(s): Carlos Chandía |

| 1          | POR        | Miguel Pinto        |     |
| 22         | DEF        | José Contreras      |     |
| 5          | DEF        | Osvaldo González    |     |
| 19         | DEF        | Rafael Olarra       |     |
| 13         | DEF        | José Rojas          |     |
| 27         | MED        | Felipe Seymour      | 56' |
| 2          | MED        | Marco Estrada       |     |
| 28         | MED        | Ángel Rojas         |     |
| 10         | MED        | Walter Montillo     |     |
| 11         | DEL        | Emilio Hernández    | 65' |
| 9          | DEL        | Juan Manuel Olivera |     |
| Entrenador | Entrenador | Sergio Markarián    |     |

| 30         | POR        | Cristián Limenza     |     |
| 14         | DEF        | Diego Rosende        |     |
| 20         | DEF        | Sebastián Miranda    |     |
| 17         | DEF        | Jorge Ampuero        |     |
| 8          | DEF        | Rodolfo Madrid       |     |
| 25         | MED        | Mario Aravena        | 78' |
| 2          | MED        | Braulio Leal         |     |
| 4          | MED        | Gonzalo Villagra     |     |
| 11         | MED        | Fernando Cordero     |     |
| 7          | DEL        | Raúl Estévez         |     |
| 19         | DEL        | Gustavo Canales      |     |
| Entrenador | Entrenador | Luis Hernán Carvallo |     |

| 12 | POR | Hernán Caputto    |     |
| 4  | DEF | Rodrigo Rivera    |     |
| 21 | DEF | Marcelo Díaz      |     |
| 8  | DEL | Manuel Villalobos | 65' |
| 23 | DEL | Nelson Cuevas     | 56' |

| 31 | POR | Luis Marín         |     |
| 24 | DEF | Miguel Aceval      |     |
| 16 | MED | Clarence Acuña     |     |
| 22 | MED | Nicolás Núñez      |     |
| 29 | MED | Aníbal Domeneghini | 78' |

| Anotado | 63' | Emilio Hernández | 1–1 |

| Anotado | 21' | Mario Aravena | 0–1 |

| Amonestado | 17' | Marco Estrada    |  |
| Amonestado | 56' | Walter Montillo  |  |
| Amonestado | 64' | Emilio Hernández |  |
| Amonestado | 73' | Rafael Olarra    |  |

| Amonestado | 15' | Rodolfo Madrid    |  |
| Amonestado | 59' | Gustavo Canales   |  |
| Amonestado | 66' | Raúl Estévez      |  |
| Amonestado | 69' | Sebastián Miranda |  |

| Árbitro             | Carlos Chandía    |
| Árbitros asistentes | Osvaldo Talamilla |
| Árbitros asistentes | Francisco Mondría |
| Cuarto Árbitro      | Jorge Osorio      |

| 1          | POR        | Miguel Pinto        |     |
| 22         | DEF        | José Contreras      |     |
| 5          | DEF        | Osvaldo González    |     |
| 19         | DEF        | Rafael Olarra       |     |
| 13         | DEF        | José Rojas          |     |
| 27         | MED        | Felipe Seymour      | 56' |
| 2          | MED        | Marco Estrada       |     |
| 28         | MED        | Ángel Rojas         |     |
| 10         | MED        | Walter Montillo     |     |
| 11         | DEL        | Emilio Hernández    | 65' |
| 9          | DEL        | Juan Manuel Olivera |     |
| Entrenador | Entrenador | Sergio Markarián    |     |

| 30         | POR        | Cristián Limenza     |     |
| 14         | DEF        | Diego Rosende        |     |
| 20         | DEF        | Sebastián Miranda    |     |
| 17         | DEF        | Jorge Ampuero        |     |
| 8          | DEF        | Rodolfo Madrid       |     |
| 25         | MED        | Mario Aravena        | 78' |
| 2          | MED        | Braulio Leal         |     |
| 4          | MED        | Gonzalo Villagra     |     |
| 11         | MED        | Fernando Cordero     |     |
| 7          | DEL        | Raúl Estévez         |     |
| 19         | DEL        | Gustavo Canales      |     |
| Entrenador | Entrenador | Luis Hernán Carvallo |     |

| 12 | POR | Hernán Caputto    |     |
| 4  | DEF | Rodrigo Rivera    |     |
| 21 | DEF | Marcelo Díaz      |     |
| 8  | DEL | Manuel Villalobos | 65' |
| 23 | DEL | Nelson Cuevas     | 56' |

| 31 | POR | Luis Marín         |     |
| 24 | DEF | Miguel Aceval      |     |
| 16 | MED | Clarence Acuña     |     |
| 22 | MED | Nicolás Núñez      |     |
| 29 | MED | Aníbal Domeneghini | 78' |

| Anotado | 63' | Emilio Hernández | 1–1 |

| Anotado | 21' | Mario Aravena | 0–1 |

| Amonestado | 17' | Marco Estrada    |  |
| Amonestado | 56' | Walter Montillo  |  |
| Amonestado | 64' | Emilio Hernández |  |
| Amonestado | 73' | Rafael Olarra    |  |

| Amonestado | 15' | Rodolfo Madrid    |  |
| Amonestado | 59' | Gustavo Canales   |  |
| Amonestado | 66' | Raúl Estévez      |  |
| Amonestado | 69' | Sebastián Miranda |  |

| Árbitro             | Carlos Chandía    |
| Árbitros asistentes | Osvaldo Talamilla |
| Árbitros asistentes | Francisco Mondría |
| Cuarto Árbitro      | Jorge Osorio      |

| Estadísticas        | Universidad de Chile | Unión Española |
| ------------------- | -------------------- | -------------- |
| Tiros               | 17                   | 7              |
| Tiros al arco       | 4                    | 2              |
| Tiros al travesaño  | 1                    | 0              |
| Paradas del portero | 2                    | 3              |
| Faltas              | 13                   | 13             |
| Tiros de esquina    | 7                    | 5              |
| Fueras de juego     | 0                    | 0              |
| Tarjetas amarillas  | 4                    | 4              |
| Tarjetas rojas      | 0                    | 0              |

### Partido de vuelta
| 7 de julio de 2009, 19:00                                                                       | Unión Española | 0:1 (0:0) | Universidad de Chile          | Santa Laura-Universidad SEK, Santiago (Independencia)  |                                                        |
|                                                                                                 |                | Reporte   | Olivera 63' · O. González 80' | Asistencia: 18.000 espectadores Árbitro(s): Pablo Pozo | Asistencia: 18.000 espectadores Árbitro(s): Pablo Pozo |
| U. de Chile gana 2–1 en el global y es nuevamente campeón del fútbol chileno después de 5 años. |                |           |                               |                                                        |                                                        |

| 30         | POR        | Cristián Limenza     |     |
| 14         | DEF        | Diego Rosende        |     |
| 20         | DEF        | Sebastián Miranda    |     |
| 17         | DEF        | Jorge Ampuero1       | 74' |
| 8          | DEF        | Rodolfo Madrid       |     |
| 2          | MED        | Braulio Leal         | 65' |
| 4          | MED        | Gonzalo Villagra     |     |
| 18         | MED        | David Ramírez        |     |
| 7          | DEL        | Raúl Estévez         |     |
| 19         | DEL        | Gustavo Canales      |     |
| 25         | DEL        | Mario Aravena2       | 74' |
| Entrenador | Entrenador | Luis Hernán Carvallo |     |

| 1          | POR        | Miguel Pinto        |     |
| 22         | DEF        | José Contreras      |     |
| 5          | DEF        | Osvaldo González    |     |
| 19         | DEF        | Rafael Olarra       |     |
| 13         | DEF        | José Rojas          | 76' |
| 27         | MED        | Felipe Seymour      |     |
| 2          | MED        | Marco Estrada       |     |
| 28         | MED        | Ángel Rojas         |     |
| 10         | MED        | Walter Montillo     |     |
| 11         | DEL        | Emilio Hernández    | 81' |
| 9          | DEL        | Juan Manuel Olivera |     |
| Entrenador | Entrenador | Sergio Markarián    |     |

| 31 | POR | Luis Marín          |     |
| 24 | DEF | Miguel Aceval1      | 74' |
| 11 | MED | Fernando Cordero    | 65' |
| 22 | MED | Nicolás Núñez       |     |
| 29 | MED | Aníbal Domeneghini2 | 74' |

| 12 | POR | Hernán Caputto    |     |
| 4  | DEF | Rodrigo Rivera    | 81' |
| 21 | DEF | Marcelo Díaz      | 76' |
| 8  | DEL | Manuel Villalobos |     |
| 23 | DEL | Nelson Cuevas     |     |

| Anotado | 63' | Juan Manuel Olivera | 0–1 |

| Amonestado | 14' | Braulio Leal      |  |
| Amonestado | 29' | Raúl Estévez      |  |
| Amonestado | 61' | Rodolfo Madrid    |  |
| Amonestado | 87' | Sebastián Miranda |  |

| Amonestado | 3'  | Emilio Hernández    |  |
| Amonestado | 40' | Marco Estrada       |  |
| Amonestado | 60' | Juan Manuel Olivera |  |
| Amonestado | 62' | Osvaldo González    |  |
| Amonestado | 78' | José Contreras      |  |

| Expulsado | 80' | Osvaldo González |

| Árbitro             | Pablo Pozo        |
| Árbitros asistentes | Patricio Basualto |
| Árbitros asistentes | Julio Díaz        |
| Cuarto Árbitro      | Claudio Puga      |

| 30         | POR        | Cristián Limenza     |     |
| 14         | DEF        | Diego Rosende        |     |
| 20         | DEF        | Sebastián Miranda    |     |
| 17         | DEF        | Jorge Ampuero1       | 74' |
| 8          | DEF        | Rodolfo Madrid       |     |
| 2          | MED        | Braulio Leal         | 65' |
| 4          | MED        | Gonzalo Villagra     |     |
| 18         | MED        | David Ramírez        |     |
| 7          | DEL        | Raúl Estévez         |     |
| 19         | DEL        | Gustavo Canales      |     |
| 25         | DEL        | Mario Aravena2       | 74' |
| Entrenador | Entrenador | Luis Hernán Carvallo |     |

| 1          | POR        | Miguel Pinto        |     |
| 22         | DEF        | José Contreras      |     |
| 5          | DEF        | Osvaldo González    |     |
| 19         | DEF        | Rafael Olarra       |     |
| 13         | DEF        | José Rojas          | 76' |
| 27         | MED        | Felipe Seymour      |     |
| 2          | MED        | Marco Estrada       |     |
| 28         | MED        | Ángel Rojas         |     |
| 10         | MED        | Walter Montillo     |     |
| 11         | DEL        | Emilio Hernández    | 81' |
| 9          | DEL        | Juan Manuel Olivera |     |
| Entrenador | Entrenador | Sergio Markarián    |     |

| 31 | POR | Luis Marín          |     |
| 24 | DEF | Miguel Aceval1      | 74' |
| 11 | MED | Fernando Cordero    | 65' |
| 22 | MED | Nicolás Núñez       |     |
| 29 | MED | Aníbal Domeneghini2 | 74' |

| 12 | POR | Hernán Caputto    |     |
| 4  | DEF | Rodrigo Rivera    | 81' |
| 21 | DEF | Marcelo Díaz      | 76' |
| 8  | DEL | Manuel Villalobos |     |
| 23 | DEL | Nelson Cuevas     |     |

| Anotado | 63' | Juan Manuel Olivera | 0–1 |

| Amonestado | 14' | Braulio Leal      |  |
| Amonestado | 29' | Raúl Estévez      |  |
| Amonestado | 61' | Rodolfo Madrid    |  |
| Amonestado | 87' | Sebastián Miranda |  |

| Amonestado | 3'  | Emilio Hernández    |  |
| Amonestado | 40' | Marco Estrada       |  |
| Amonestado | 60' | Juan Manuel Olivera |  |
| Amonestado | 62' | Osvaldo González    |  |
| Amonestado | 78' | José Contreras      |  |

| Expulsado | 80' | Osvaldo González |

| Árbitro             | Pablo Pozo        |
| Árbitros asistentes | Patricio Basualto |
| Árbitros asistentes | Julio Díaz        |
| Cuarto Árbitro      | Claudio Puga      |

| Estadísticas        | Unión Española | Universidad de Chile |
| ------------------- | -------------- | -------------------- |
| Tiros               | 12             | 12                   |
| Tiros al arco       | 9              | 8                    |
| Paradas del portero | 6              | 9                    |
| Faltas              | 18             | 20                   |
| Tiros de esquina    | 4              | 6                    |
| Fueras de juego     | 4              | 0                    |
| Tarjetas amarillas  | 4              | 5                    |
| Tarjetas rojas      | 0              | 1                    |

## Campeón
|                                          |
| Campeón Universidad de Chile 13.º título |
|                                          |

## Datos
A continuación se dan algunos datos tras la Final del Torneo de Apertura 2009:
- Con su triunfo en la final, Universidad de Chile logra por fin vencer a Unión Española en "Playoffs" tras 3 derrotas y todas consecutivas, en los sextos de final del Apertura 2004 (igual salieron campeones), los cuartos de final del Clausura 2004 y Apertura 2005, ambas en penales y en el Estadio Nacional. Como dato anecdótico, fue la segunda vez que los azules ganaron un "Torneo de Apertura", el anterior había sido en 2004.[8][9]

- Fue la primera final en "Era Playoffs" que el 1º y 2º de la Fase Clasificatoria se enfrentaban en la final.

- Tercera vez que el líder de la Fase Clasificatoria pierde la final (Colo-Colo en 2003 y Cobreloa en 2004 los anteriores).

- Fue la primera definición de un título de Primera División en el Estadio Santa Laura en sus 86 años de historia.

- La derrota en la final significo el octavo subcampeonato de Unión Española y quinta final perdida.

- El DT uruguayo Sergio Markarián se transformó en el primer DT extranjero en salir campeón con la U. de Chile en 42 años, desde que lo hiciera Alejandro Scopelli en 1967.

- El goleador de los azules fue el uruguayo Juan Manuel Olivera con 11 anotaciones, quien tuvo un regreso soñado a la U tras alcanzar el título y los octavos de final de la Copa Libertadores 2009 en sus primeros 6 meses de retorno como azul, quitándose la espina que tenía clavada en la espalda el crack uruguayo, ya que en 2005 en su primer paso perdió la Final del Clausura contra la Universidad Católica.